# Klasea pinnatifida
Klasea pinnatifida là một loài thực vật có hoa trong họ Cúc. Loài này được (Cav.) Talavera mô tả khoa học đầu tiên năm 1987.